# 芦台经济开发区

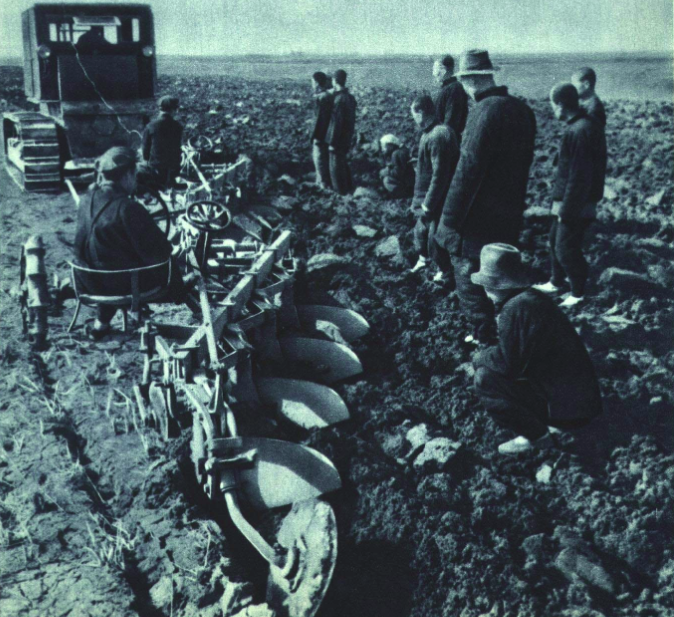
1952年 国营芦台农场

芦台经济开发区为隶属于河北省唐山市的行政管理区，全境位于天津市宁河区境内，为河北处天津的飞地之一。

## 历史
1938年（民国27年），日本东洋垦殖株式会社强征宁河县大艇村等18个村土地5万余亩，开辟农场，从朝鲜抢掠渔民4300人，垦荒种稻，将日本人称农场为“芦台模范农村”，附近群众称农场为“高丽圈”。1945年日本无条件投降后，冀东十八专署接收农场。1946年，由于中国国民党占据芦台镇控制农场电源，农场无法扬水种植水稻，经中共中央批准，由农场负责人带领朝鲜农民回朝鲜，其中一部分人落户延边，小部分人流落在芦台镇。1949年1月天津归属共产党后，同年4月，农场由华北人民政府农业部津沽区农垦管理局接管，定名为“高里区农场”。1950年3月，农场直属中央人民政府农业部。1951年5月27日，中央人民政府农业部正式将农场命名为国营芦台农场。1956年，国营芦台农场改属国家农垦部。1958年，国营芦台农场改属河北省农林厅。1959年，河北省将芦台农场党组织及行政管理下放宁河县管辖。人财物、产供销仍归河北省农林厅管辖。年末，宁河县与汉沽市合并为汉沽市，仍对芦台农场实施行政管理。
1960年2月25日，汉沽市将高景庄人民公社任千户管理区花牛庄、西双庄、东双庄、北双庄划归芦台农场。3月，汉沽市将桐城、小海北、小塾等14村划归芦台农场管辖。9月，汉沽市将东棘坨管理区26个村、大中庄管理区28个村划归芦台农场。1961年末，汉沽市拆分成宁河县、汉沽市，汉沽划归天津市建区，宁河先划入天津地区后又划入廊坊地区，芦台农场随着区划变动政务由廊坊地区管辖。1969年2月15日，芦台农场归属宁河县管辖。11月8日，河北省革命委员会决定将芦台农场收归河北省直接管辖。11月21日，芦台农场改称河北省芦台“五·七”干校。1971年6月30日，撤销河北省芦台“五·七”干校建制，恢复原称国营芦台农场，归属河北省农垦局领导。1973年8月，宁河县由河北省划归天津市，芦台农场政务由廊坊地区管辖。1979年，河北省将农场政务划归唐山市管理，生产经营、人事、财务由河北省农业厅实施管理和领导。
2003年7月11日，经河北省政府批准，河北省芦台农场划归唐山市管辖，成立唐山市芦台经济开发区。

## 地理经济
芦台经济开发区处于华北冲积平原的前缘与海积、冲积平原的交错地带，为海河、蓟运河水系冲积平原三角洲的尾端，总趋势是由西北向东南平缓降低，坡比为1/5000，平均高度约为2米，场境内虽有高低起伏，但高度差别极小，属微地貌类型。地势特点是西北部较高，邻近宁河县东棘坨乡前大安、后大安一带，海拔高度约为2.5米；西边最低，邻近七里海的大海北、张庄一带，海拔高度约为0.2米；中南部岭头地势偏高，海拔高度约1.5-2.5米；东南部较低。流经芦台的主要河流共3条：蓟运河、潮白河、曾口河。在大海北村及张庄村南尚存面积约1000亩的水域，小海北村南有洼淀约200亩。芦台因处于第二水文地质区，地下水量一般，地下静水位埋深l0至15米，单位涌水量10立方米左右，此区距燕山补给水源较远，含水层颗粒细，上层覆盖物较厚，接受大气降水补给困难，故富水性一般。
芦台经济开发区处于暖温带，属半湿润季风型大陆性气候，气候特点是四季分明，春季干旱多风，夏季炎热多雨，秋季昼夜温差较大，冬季严寒，风多雪少。每年10月至次年3、4月间，常受亚洲大陆高压气团的影响。强烈的冷空气从北冰洋经西伯利亚、蒙古国进入中国北方，形成寒潮袭击，致使冬季春季低温严寒、雨雪稀少。每年5月至10月间，因受太平洋副热带高压影响，多偏南风，对温带影响期短，不强烈。开发区辖区总面积134平方公里，耕地12万亩，常住人口6.5万。
芦台经济开发区的兽类较大的野生哺乳动物有狐狸、獾、野兔、蝙蝠、刺猬、黄鼠狼。鸟类有麻雀、猫头鹰、喜鹊、黄鹊、铁鹊、鹞鹰、秃鹰、野鸽、乌鸦、啄木鸟、画眉、靛颏、沙嘴子、鹌鹑、燕子、布谷鸟、鹰子、野鸭、大雁。鱼虾蟹类有河螃蟹、银鱼、大青虾、鲤鱼、鲫鱼、鲇鱼、鳅鱼、鳝鱼、梭鱼、鲢鱼、草鱼、青鱼。昆虫有蜓、蝉、甲虫、芒天鹅、黄蜂、蟋蟀、金龟子、粉蝶、彩蝶、螳螂、蝈蝈、萤火虫等。
2017年，芦台经济开发区实现地区生产总值52.39亿元人民币，其中规模以上工业增加值36.65亿元人民币，公共财政预算收入1.56亿元人民币，固定资产投资30.1亿元人民币，出口创汇2.22亿美元。

## 行政区划
芦台经济开发区下辖1个街道办事处、1个镇：
| 统计用区划代码 | 名称       |
| -------------- | ---------- |
| 130271100000   | 海北镇     |
| 130271450000   | 新华路街道 |